# 許率母
許 率母（こ そちも / きょ そつも、生没年不詳）は、百済の官吏。官位は達卒。故国の滅亡に伴い倭国（日本）へ亡命した。

## 記録
『懐風藻』によれば、大友皇子の学士の一人で、沙宅紹明・答㶱春初・吉大尚・木素貴子らとともに賓客（）とされた。
『五経』に詳しく、671年（天智天皇10年1月）、吉大尚・角福牟とともに小山上の冠位を授けられた。
676年（天武天皇6年5月）、この時既に大博士（養老律令の大学博士にあたる。）であったが、大山下の位を授与され、改めて食封30戸を賜与されている。